# Trachypachus holmbergi
Trachypachus holmbergi is een keversoort uit de familie Trachypachidae. De wetenschappelijke naam van de soort is voor het eerst geldig gepubliceerd in 1853 door Mannerheim.